# World Checklist of Vascular Plants
La World Checklist of Vascular Plants (WCVP, en français littéralement la « Liste mondiale des plantes vasculaires ») est une base de données en ligne de taxonomie végétale. Il s'agit d'un consensus mondial sur toutes les espèces de plantes vasculaires connues, comprenant les plantes à fleurs, les conifères, les fougères et les mousses.
La WCVP vise à fournir une ressource durable et conservée. Elle est gérée par les Jardins botaniques de Kew en conciliant les noms scientifiques de l'International Plant Names Index (IPNI) avec la taxonomie de la World Checklist of Selected Plant Families (WCSP). Cette version bêta n'affiche donc que les noms qui sont à la fois dans l'IPNI et la WCVP,. Elle contient à la fois des familles qui ont été complétées et révisées par des experts externes et internes, ainsi que des familles qui sont en cours d'édition et de révision. La WCVP vise à représenter une vision consensuelle mondiale de la taxonomie des plantes en reflétant les dernières taxonomies publiées tout en incorporant les opinions des taxonomistes du monde entier.
La WCVP fournit les noms et la taxonomie de base pour le site Plants of the World Online, également géré par Kew. Depuis 2023, le site de la WCVP redirige vers celui de Plants of the World Online.
La WCVP invite les visiteurs à faire part de commentaires éventuels sur le contenu et les fonctionnalités du site bêta.